# Calvi Risorta
Calvi Risorta é uma comuna italiana da região da Campania, província de Caserta, com cerca de 5.857 habitantes. Estende-se por uma área de 15,88 km², tendo uma densidade populacional de 368,8 hab/km². Faz fronteira com Francolise, Giano Vetusto, Pignataro Maggiore, Rocchetta e Croce, Sparanise, Teano.

## Demografia
| Variação demográfica do município entre 1861 e 2011                               |
|                                                                                   |
| Fonte: Istituto Nazionale di Statistica (ISTAT) - Elaboração gráfica da Wikipedia |